# Municipio de Jeffersonville
El municipio de Jeffersonville (en inglés, Jeffersonville Township) es una subdivisión administrativa del condado de Clark, Indiana, Estados Unidos. Según el censo de 2020, tiene una población de 61 469 habitantes.

## Geografía
Está ubicado en las coordenadas 38°18′53″N 85°44′20″O / 38.31472, -85.73889. Según la Oficina del Censo de los Estados Unidos, tiene una superficie total de 69.7 km², de la cual 68.9 km² corresponden a tierra firme y 0.8 km² es agua.

## Demografía
Según el censo de 2020, hay 61 469 personas residiendo en la zona. La densidad de población es de 892 hab./km². El 72.50% de los habitantes son blancos, el 12.78% son afroamericanos, el 1.24% son asiáticos, el 0.57% son amerindios, el 0.17% son isleños del Pacífico, el 4.39% son de otras razas y el 8.35% son de una mezcla de razas. Del total de la población, el 8.56% son hispanos o latinos de cualquier raza.

## Gobierno
El municipio está gobernado por la oficina del Administrador (Jeffersonville Township Trustee's office). El trustee actual es Dale Popp. El administrador trabaja con una Junta Asesora de tres personas.